# Nielsen USTA Pro Tennis Championship 2014
Il Nielsen USTA Pro Tennis Championship 2014 è stato un torneo di tennis facente parte della categoria ATP Challenger Tour nell'ambito dell'ATP Challenger Tour 2014. È stata la ª edizione del torneo che si è giocato a Winnetka negli Stati Uniti d'America dal 30 giugno al 6 luglio 2014 su campi in cemento e aveva un montepremi di 50 000 $.

## Partecipanti singolare

### Teste di serie
| Nazionalità | Giocatore         | Ranking* | Testa di serie |
| ----------- | ----------------- | -------- | -------------- |
| Stati Uniti | Michael Russell   | 94       | 1              |
| Stati Uniti | Tim Smyczek       | 106      | 2              |
| Russia      | Evgenij Donskoj   | 114      | 3              |
| Tunisia     | Malek Jaziri      | 121      | 4              |
| Australia   | Samuel Groth      | 124      | 5              |
| India       | Somdev Devvarman  | 125      | 6              |
| Stati Uniti | Denis Kudla       | 136      | 7              |
| Lituania    | Ričardas Berankis | 139      | 8              |

- Ranking al 23 giugno 2014.

### Altri partecipanti
Giocatori che hanno ricevuto una wild card:
- Marcus Giron
- Jared Hiltzik
- Evan King
- Raymond Sarmiento

Giocatori che sono passati dalle qualificazioni:
- Ronnie Schneider
- Mackenzie McDonald
- Dennis Nevolo
- Eric Quigley
- Jeff Dadamo  (lucky loser)

## Partecipanti doppio

### Teste di serie
| Nazionalità | Giocatore          | Nazionalità | Giocatore          | Ranking* | Testa di serie |
| ----------- | ------------------ | ----------- | ------------------ | -------- | -------------- |
| Thailandia  | Sanchai Ratiwatana | Thailandia  | Sonchat Ratiwatana | 188      | 1              |
| India       | Somdev Devvarman   | India       | Sanam Singh        | 500      | 2              |
| Tunisia     | Malek Jaziri       | Ucraina     | Illja Marčenko     | 556      | 3              |
| Stati Uniti | Jarmere Jenkins    | Stati Uniti | Mitchell Krueger   | 583      | 4              |

- Ranking al 23 giugno 2014.

### Altri partecipanti
Coppie che hanno ricevuto una wild card:
- Tom Fawcett /  Brian Page, Jr.
- Felix Corwin /  Drew Lied
- Fedor Baev /  Konrad Zieba

## Vincitori

### Singolare
Denis Kudla ha battuto in finale  Farrukh Dustov con il punteggio di 6–2, 6–2

### Doppio
Thanasi Kokkinakis /  Denis Kudla hanno battuto in finale  Evan King /  Raymond Sarmiento con il punteggio di 6–2, 7–64